# Betoncourt-lès-Brotte
Pour les articles homonymes, voir Betoncourt.
Betoncourt-lès-Brotte est une commune française située dans le département de la Haute-Saône, en Franche-Comté, dans la région administrative Bourgogne-Franche-Comté.

## Géographie

### Localisation
Betoncourt-lès-Brotte est situé à 9 km de Saulx, à 8 km de Luxeuil-les-Bains et à 18 km de Vesoul.

### Communes limitrophes
Les communes limitrophes sont  Brotte-lès-Luxeuil et Genevrey.

### Climat
Pour des articles plus généraux, voir Climat de la Bourgogne-Franche-Comté et Climat de la Haute-Saône.
En 2010, le climat de la commune est de type climat de montagne, selon une étude du Centre national de la recherche scientifique s'appuyant sur une série de données couvrant la période 1971-2000. En 2020, Météo-France publie une typologie des climats de la France métropolitaine dans laquelle la commune est exposée à un climat semi-continental et est dans la région climatique Lorraine, plateau de Langres, Morvan, caractérisée par un hiver rude (1,5 °C), des vents modérés et des brouillards fréquents en automne et hiver.
Pour la période 1971-2000, la température annuelle moyenne est de 10,2 °C, avec une amplitude thermique annuelle de 17,1 °C. Le cumul annuel moyen de précipitations est de 1 285 mm, avec 14,2 jours de précipitations en janvier et 10,4 jours en juillet. Pour la période 1991-2020, la température moyenne annuelle observée sur la station météorologique de Météo-France la plus proche, « Saulx-de-Vesoul », sur la commune de Saulx à 7 km à vol d'oiseau, est de 10,9 °C et le cumul annuel moyen de précipitations est de 1 066,3 mm. 
La température maximale relevée sur cette station est de 39,5 °C, atteinte le 25 juillet 2019 ; la température minimale est de −21 °C, atteinte le 13 janvier 1987,,.
Les paramètres climatiques de la commune ont été estimés pour le milieu du siècle (2041-2070) selon différents scénarios d'émission de gaz à effet de serre à partir des nouvelles projections climatiques de référence DRIAS-2020. Ils sont consultables sur un site dédié publié par Météo-France en novembre 2022.

## Urbanisme

### Typologie
Au 1er janvier 2024, Betoncourt-lès-Brotte est catégorisée commune rurale à habitat dispersé, selon la nouvelle grille communale de densité à sept niveaux définie par l'Insee en 2022.
Elle est située hors unité urbaine. Par ailleurs la commune fait partie de l'aire d'attraction de Vesoul, dont elle est une commune de la couronne,. Cette aire, qui regroupe 158 communes, est catégorisée dans les aires de 50 000 à moins de 200 000 habitants,.

### Occupation des sols

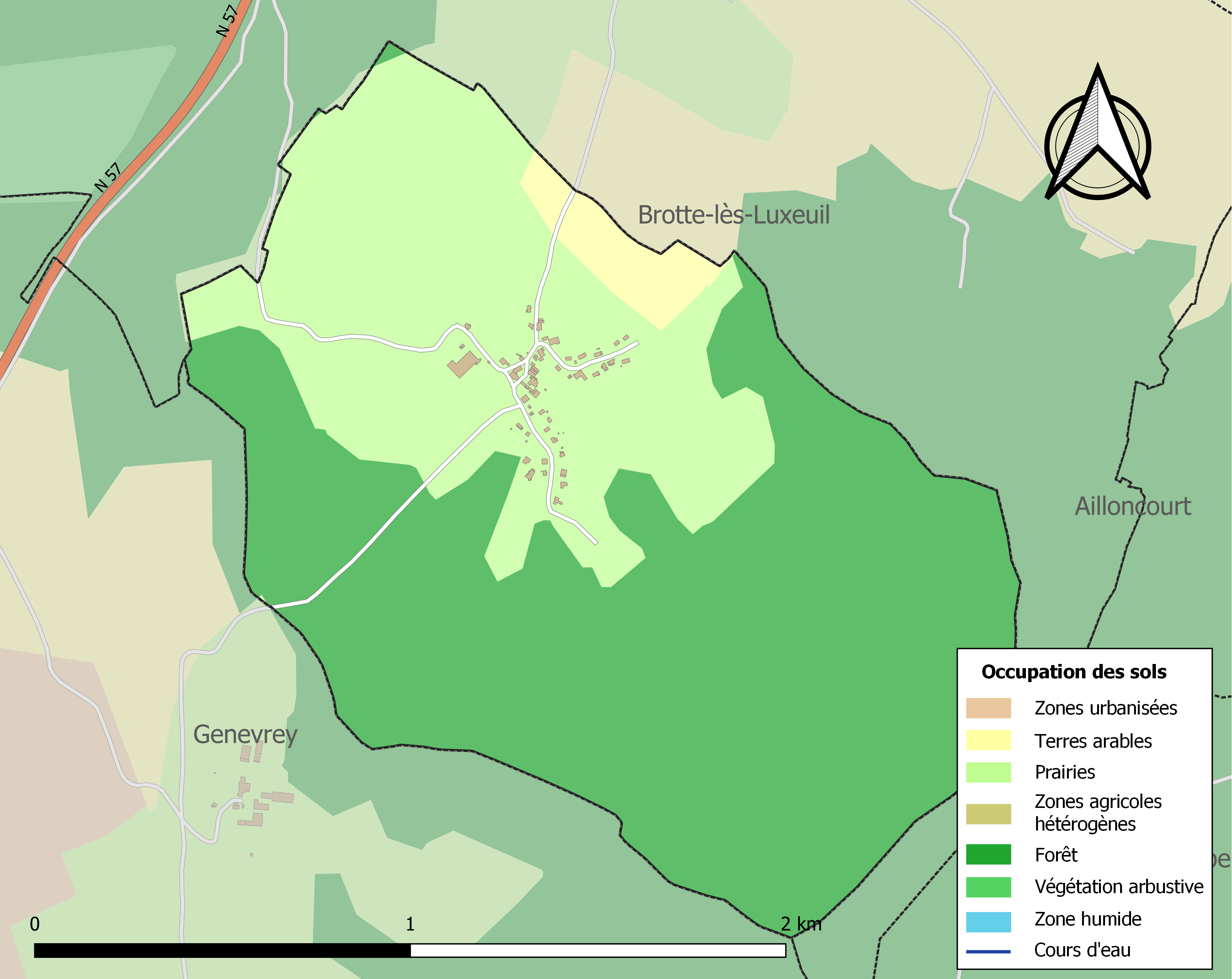
Carte des infrastructures et de l'occupation des sols de la commune en 2018 (CLC).

L'occupation des sols de la commune, telle qu'elle ressort de la base de données européenne d’occupation biophysique des sols Corine Land Cover (CLC), est marquée par l'importance des forêts et milieux semi-naturels (62,4 % en 2018), une proportion sensiblement équivalente à celle de 1990 (62,3 %). La répartition détaillée en 2018 est la suivante : 
forêts (62,4 %), prairies (34,9 %), terres arables (2,7 %). L'évolution de l’occupation des sols de la commune et de ses infrastructures peut être observée sur les différentes représentations cartographiques du territoire : la carte de Cassini (XVIIIe siècle), la carte d'état-major (1820-1866) et les cartes ou photos aériennes de l'IGN pour la période actuelle (1950 à aujourd'hui).

### Habitat et logement
En 2020, le nombre total de logements dans la commune était de 54, alors qu'il était de 50 en 2015 et de 42 en 2010.
Parmi ces logements, 96,9 % étaient des résidences principales, 2,1 % des résidences secondaires et 1 % des logements vacants. Ces logements étaient pour 78,3 % d'entre eux des maisons individuelles et pour 21,7 % des appartements.
Le tableau ci-dessous présente la typologie des logements à Betoncourt-lès-Brotte en 2020 en comparaison avec celle de la Haute-Saône et de la France entière. Une caractéristique marquante du parc de logements est ainsi une proportion de résidences secondaires et logements occasionnels (2,1 %) inférieure à celle du département (6,2 %) et à celle de la France entière (9,7 %). Concernant le statut d'occupation de ces logements, 65,3 % des habitants de la commune sont propriétaires de leur logement (61,2 % en 2015), contre 68,8 % pour la Haute-Saône et 57,5 pour la France entière.
| Typologie                                               | Betoncourt-lès-Brotte | Haute-Saône | France entière |
| ------------------------------------------------------- | --------------------- | ----------- | -------------- |
| Résidences principales (en %)                           | 96,9                  | 83          | 82,1           |
| Résidences secondaires et logements occasionnels (en %) | 2,1                   | 6,2         | 9,7            |
| Logements vacants (en %)                                | 1                     | 10,7        | 8,2            |

## Toponymie
Sens du toponyme : le domaine (court) appartenant à Bethon, Bethan (nom de personne d'origine germanique)[réf. nécessaire].

## Politique et administration

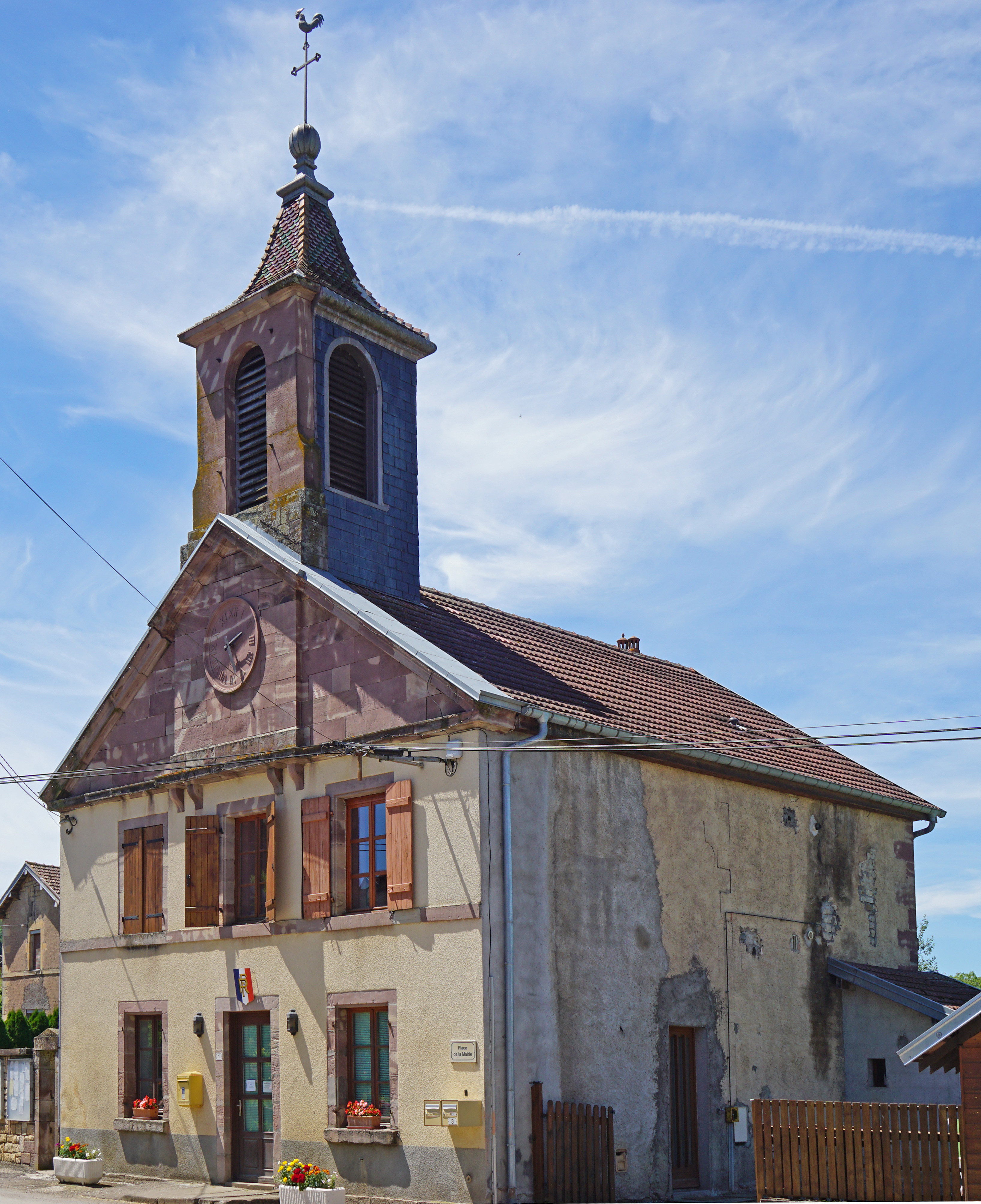
La mairie.

### Rattachements administratifs et électoraux

#### Rattachements administratifs
La commune fait partie de l'arrondissement de Lure du département de la Haute-Saône.
Elle faisait partie depuis 1801 du canton de Saulx. Dans le cadre du redécoupage cantonal de 2014 en France, cette circonscription administrative territoriale a disparu, et le canton n'est plus qu'une circonscription électorale.

#### Rattachements électoraux
Pour les élections départementales, la commune fait partie depuis 2014 du canton de Lure-1
Pour l'élection des députés, elle fait partie de la deuxième circonscription de la Haute-Saône.

### Intercommunalité
La commune faisait partie de la communauté de communes du Pays de Saulx, créée le 21 décembre 2001 et qui regroupait 17 communes et environ 3 700 habitants.
Dans le cadre des dispositions de la loi du 16 décembre 2010 de réforme des collectivités territoriales, qui prévoit toutefois d'achever et de rationaliser le dispositif intercommunal en France, et notamment d'intégrer la quasi-totalité des communes françaises dans des EPCI à fiscalité propre dont la population soit normalement supérieure à 5 000 habitants, le schéma départemental de coopération intercommunale de 2011 a prévu la fusion des communautés de communes : 
- du Pays de Saulx, 
- des grands bois 
- des Franches Communes (sauf  Amblans et Genevreuille), 
et en y rajoutant la commune isolée de Velorcey, afin de former une nouvelle structure regroupant 42 communes et environ 11 200 habitants.
Cette fusion est effective depuis le 1er janvier 2014 et a permis la création, à la place des intercommunalités supprimées, de  la Communauté de communes du Triangle Vert, dont la commune est désormais membre.

### Liste des maires
| Période                                  | Période                        | Identité         | Étiquette | Qualité                              |
| ---------------------------------------- | ------------------------------ | ---------------- | --------- | ------------------------------------ |
| Les données manquantes sont à compléter. |                                |                  |           |                                      |
| mars 2001                                | juin 2001                      | François Perraud |           |                                      |
| mai 2002                                 | mai 2020                       | Régis Demange,   | DVG       | Retraité ERDF                        |
| mai 2020                                 | Eté 2020                       | Edwige Haeffele  |           | Conseillère d’élevage Démissionnaire |
| septembre 2023                           | En cours (au 30 novembre 2023) | Arnaud Cholley   |           | Responsable du magasin à Luxmédical  |

## Démographie
En 2022, Betoncourt-lès-Brotte comptait 114 habitants. À partir du XXIe siècle, les recensements réels des communes de moins de 10 000 habitants ont lieu tous les cinq ans. Les autres « recensements » sont des estimations.
| 1793 | 1800 | 1806 | 1821 | 1831 | 1836 | 1841 | 1846 | 1851 |
| ---- | ---- | ---- | ---- | ---- | ---- | ---- | ---- | ---- |
| 153  | 127  | 119  | 168  | 190  | 176  | 165  | 176  | 189  |

| 1856 | 1861 | 1866 | 1872 | 1876 | 1881 | 1886 | 1891 | 1896 |
| ---- | ---- | ---- | ---- | ---- | ---- | ---- | ---- | ---- |
| 181  | 181  | 159  | 164  | 178  | 173  | 157  | 148  | 132  |

| 1901 | 1906 | 1911 | 1921 | 1926 | 1931 | 1936 | 1946 | 1954 |
| ---- | ---- | ---- | ---- | ---- | ---- | ---- | ---- | ---- |
| 135  | 116  | 112  | 91   | 84   | 74   | 71   | 64   | 68   |

| 1962 | 1968 | 1975 | 1982 | 1990 | 1999 | 2006 | 2011 | 2016 |
| ---- | ---- | ---- | ---- | ---- | ---- | ---- | ---- | ---- |
| 61   | 64   | 36   | 38   | 48   | 60   | 65   | 110  | 119  |

| 2021 | 2022 | - | - | - | - | - | - | - |
| ---- | ---- | - | - | - | - | - | - | - |
| 118  | 114  | - | - | - | - | - | - | - |

## Culture locale et patrimoine

### Lieux et monuments
- La commune compte plusieurs lavoirs et fontaines[22].
- Calvaire du XIIe siècle, sur lequel un casque de poilu a été gravé[22].
- Aire de détente et de pic-nique sous un tilleul vieux de 200 ans[22].

Début 2017, la commune est « réputée sans clochers ».

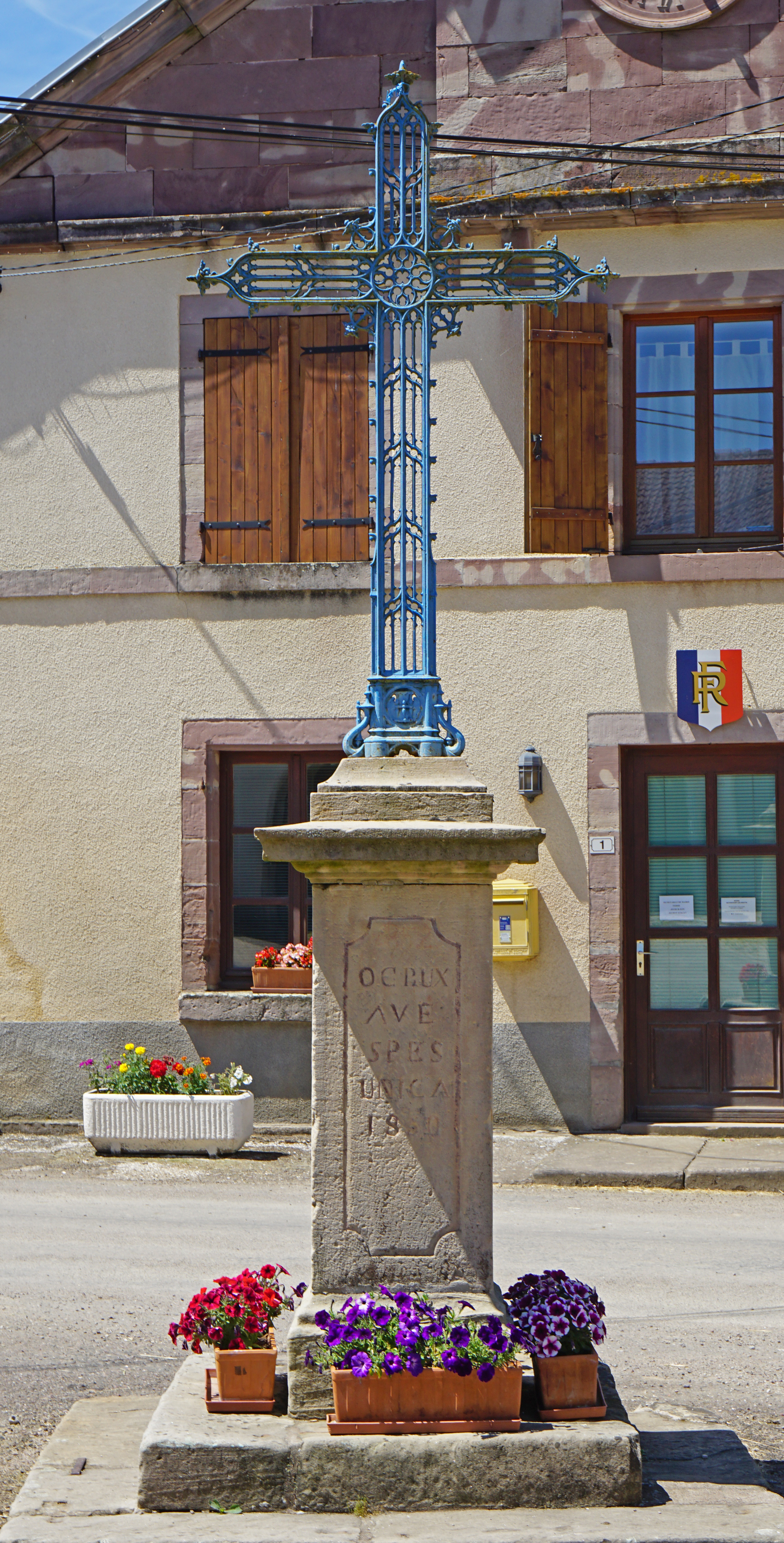
Croix.
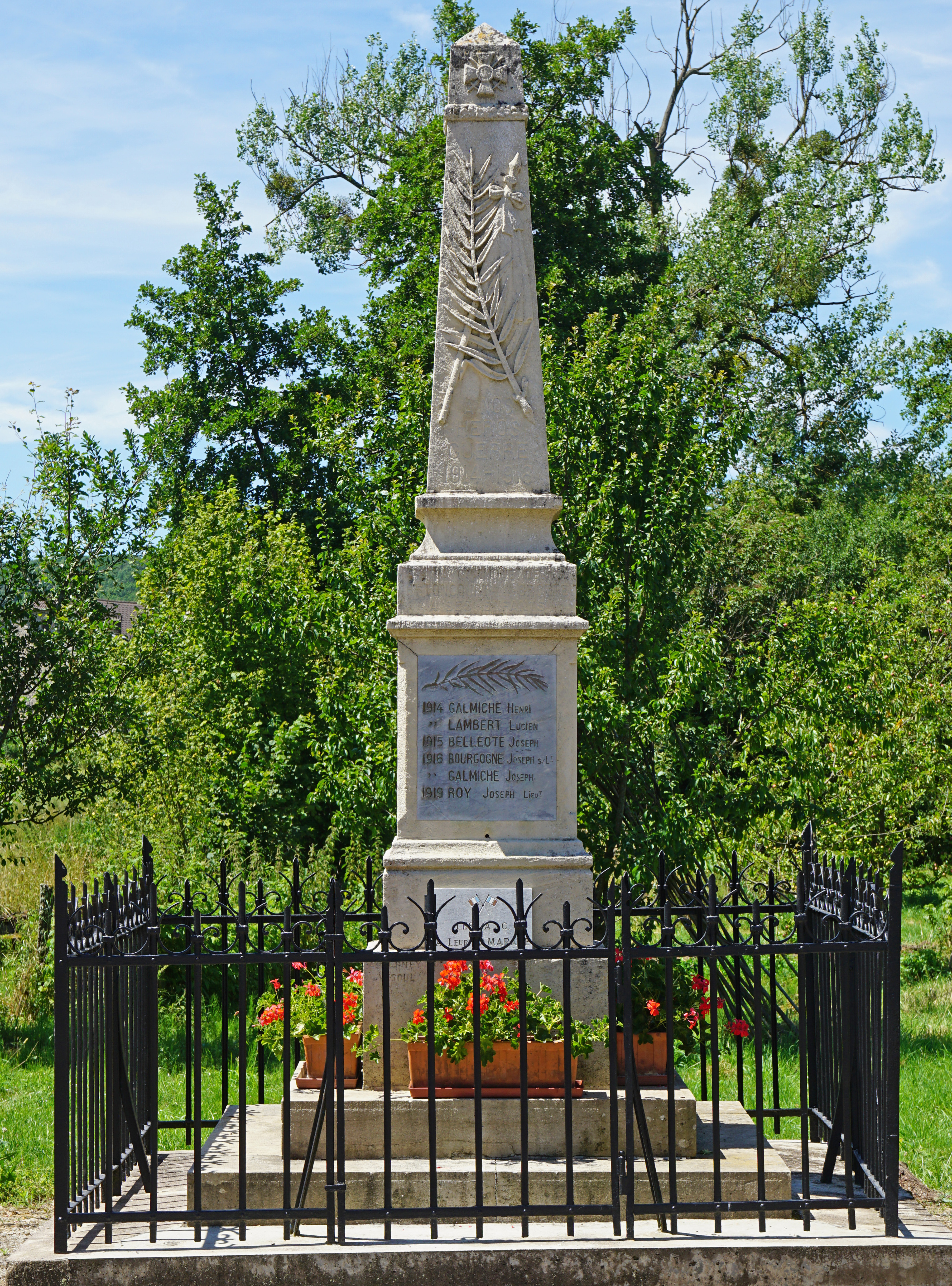
Monument aux morts.
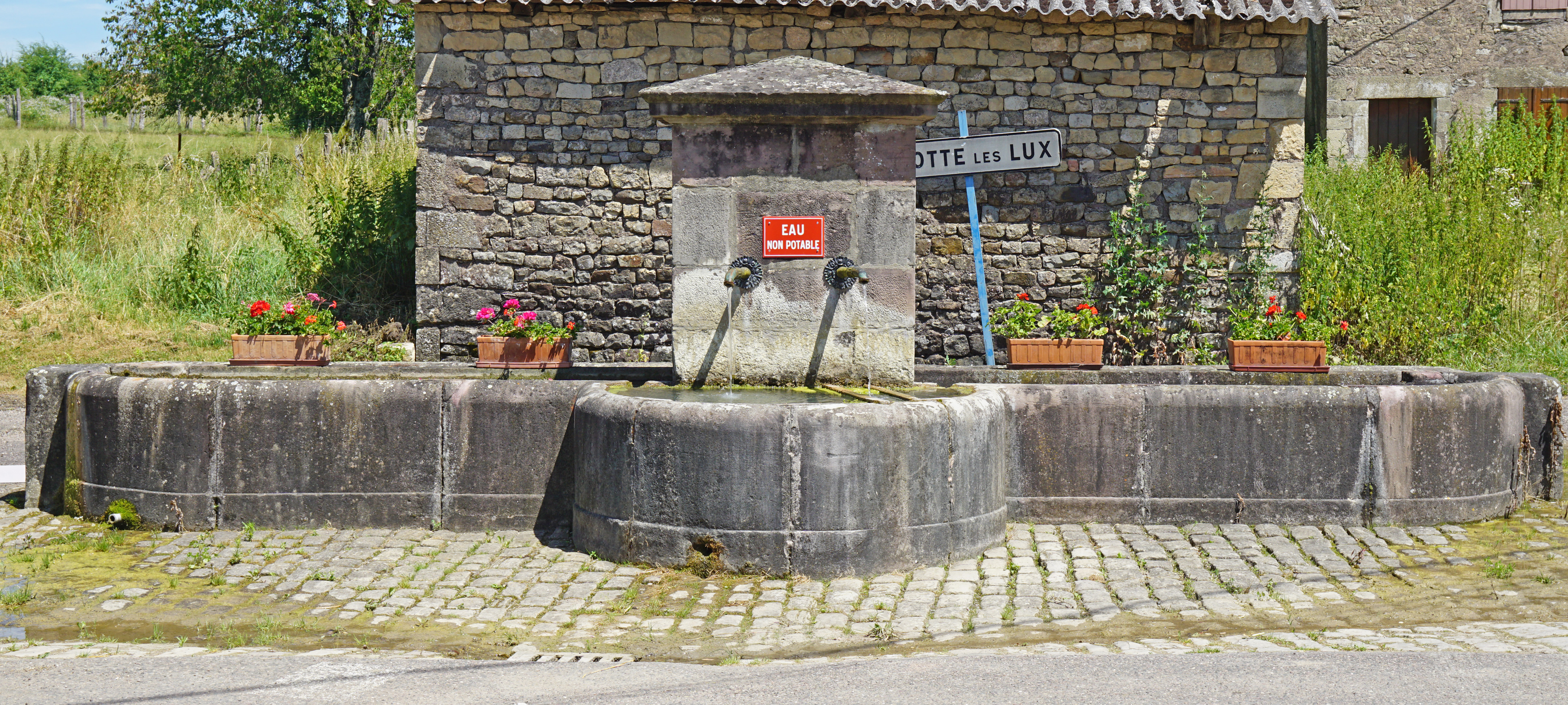
Fontaine.
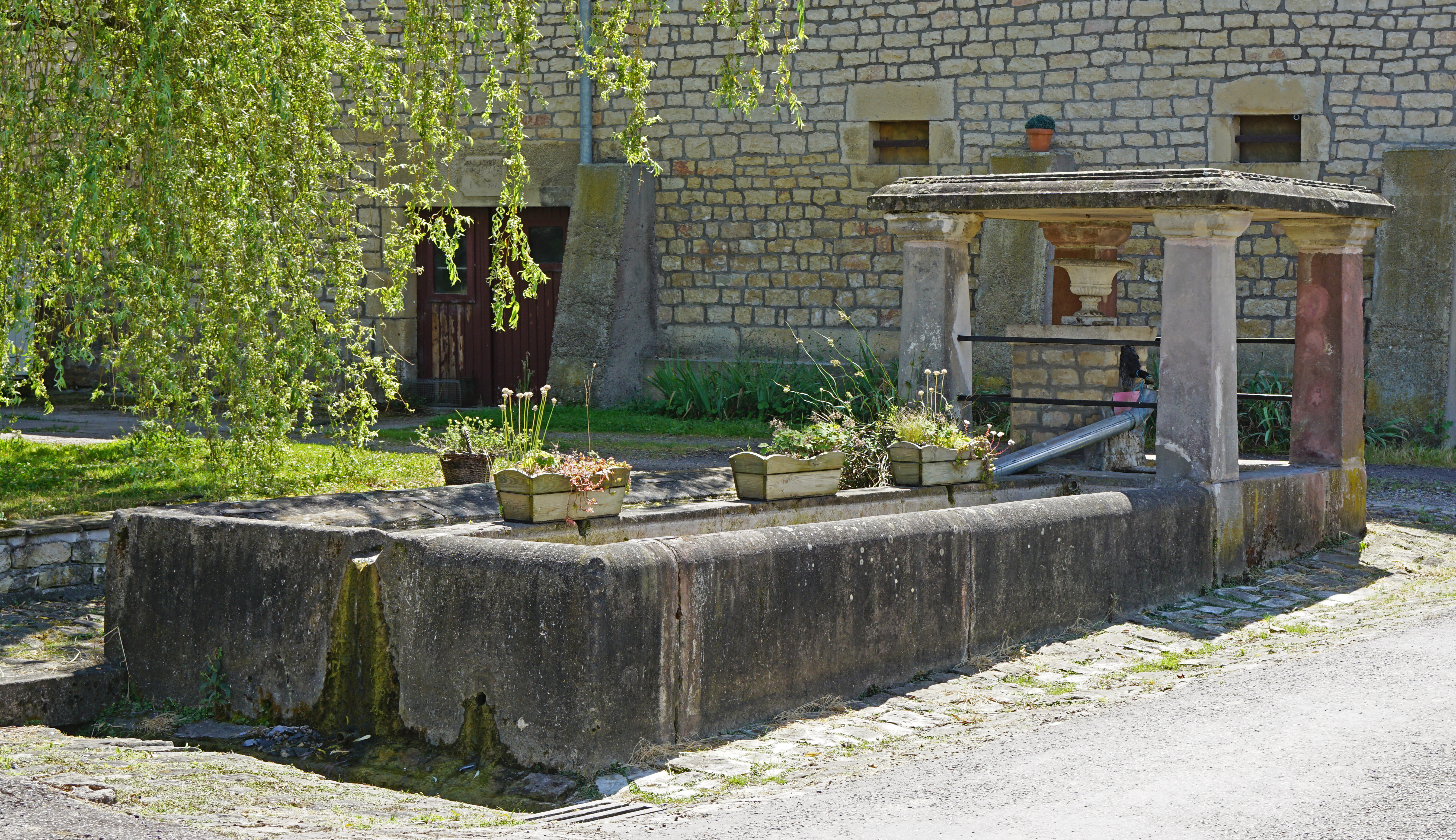

### Héraldique
| Blason de Betoncourt-lès-Brotte | Blason  | De gueules au casque antique d'or.               |
| Blason de Betoncourt-lès-Brotte | Détails | Le statut officiel du blason reste à déterminer. |